# Ksibet El Mediouni
Ksibet El Mediouni (arabă قصيبة المديوني) este un oraș în Sahel, Tunisia.